# آرتیا (ویرجینیا)
آرتیا (به انگلیسی: Artia) یک منطقهٔ مسکونی در ایالات متحده آمریکا است که در شهرستان بیوکانان، ویرجینیا واقع شده است. آرتیا ۲۸۹٫۸۷ متر بالاتر از سطح دریا واقع شده است.